# Hogna liberiaca
Hogna liberiaca este o specie de păianjeni din genul Hogna, familia Lycosidae, descrisă de Roewer, 1959.
Este endemică în Liberia. Conform Catalogue of Life specia Hogna liberiaca nu are subspecii cunoscute.